# Payr-Zeichen (Orthopädie)
Das Payr-Zeichen ist ein diagnostisches Schmerzzeichen bei der Untersuchung des Kniegelenks. Liegt eine Schädigung am Innenmeniskus (Meniscus medialis) vor, so treten im medialen Gelenkspalt Schmerzen auf.
Das Zeichen ist nach dem Chirurgen Erwin Payr (1871–1946) benannt.

## Durchführung
Der liegende Patient beugt (Flexion) das Bein im Kniegelenk und spreizt es im Hüftgelenk ab (Abduktion). Dabei kommt der Außenknöchel des zu untersuchenden Beines oberhalb des Kniegelenks des anderen Beines zu liegen. Der Untersucher drückt das zu untersuchende Bein Richtung Boden und prüft, ob dabei Schmerzen auftreten.
Die Untersuchung kann auch im Schneidersitz durchgeführt werden.